# Almåsa
För fritidsbyn/koloniområdet i Malmö kommun se Almåsa fritidsby, för kursgården i Haninge kommun, se Almåsa kursgård.
Almåsa (jämtska: Ällmåsså) är en by i Offerdals distrikt (Offerdals socken) i Krokoms kommun, Jämtlands län (Jämtland). Byn omnämns första gången år 1410 som almaas. 
Byn ligger vid Almåsaberget och är känd för sin slalombacke. Nära byn ligger fågelsjön Almåsatjärnen. På båda sidor om slalombacken finns ett antal s.k. ödesbölen, det vill säga gårdar som var bebodda under medeltiden men som senare har blivit öde. Almåsa ingår i den del av Offerdalsbygden som av Riksantikvarieämbetet och Naturvårdsverket har klassats som riksobjekt ur kulturhistorisk och naturvetenskaplig synvinkel.